# Gradella

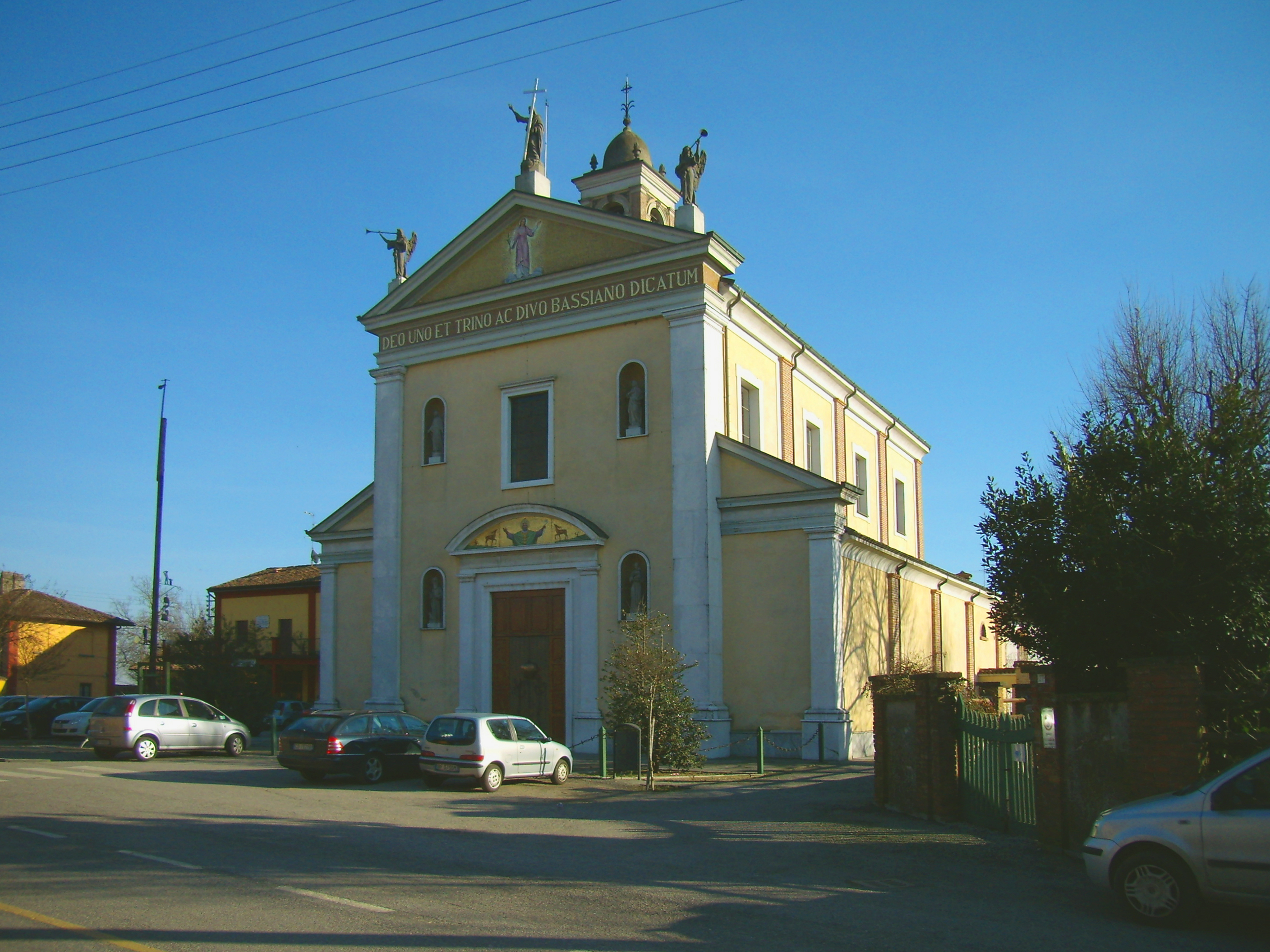
La iglesia parroquial

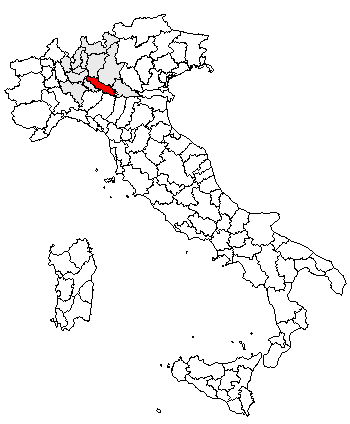
Provincia de Cremona

Gradella es un pueblo en la provincia de Cremona en Italia. Es una fracción de la comuna de Pandino.

## Historia
Los orígenes de Gradella se remontan a la Alta Edad Media (probablemente entre los siglos VIII y IX), y tenía que ser una guarnición lombarda con un castillo probablemente destruido en el siglo XIII.

## Monumentos
- Iglesia parroquial de la Santísima Trinidad y San Bassian, del siglo XIX.

## Gente notable
- Egidio Miragoli, (nacido en 1955) obispo de Mondovì, nacido en Gradella.